# Reflectometria
La reflectometria és un mètode de diagnòstic basat en el principi del radar. Un senyal de sondeig s'envia al sistema o al mitjà a diagnosticar, el senyal es propaga seguint les lleis de propagació al llarg del mitjà investigat i quan troba una discontinuïtat (impedància), una part de la seva energia és retornada al punt d'injecció. L'anàlisi del senyal reflectit s'utilitza per inferir informació sobre el sistema o el mitjà analitzat.
La reflectometria és una tecnologia d'assaig no destructiva.

## Tipus reflectometria
La reflectometria s'utilitza principalment en dues àrees reflectometria de domini de temps i reflectometria de domini de freqüència (FDR).
Tots dos es basen en el mètode descrit anteriorment. Les principals diferències en el procediment de processament i d'injecció de senyal. En el domini de temps (TDR), l'anàlisi dels senyals reflectits proporciona informació sobre l'entorn de la composició; en el domini de freqüència (RIS) és l'anàlisi de l'ona estacionària, la que proporciona aquesta informació. Molts mètodes s'han desenvolupat i aplicat de vegades en els sistemes existents per a reduir el temps i cost del manteniment. No obstant això, la fase de processament del senyal és essencial per a una anàlisi precisa i cal un model físic per tal de millorar el rendiment.

## Àrees d'aplicació
El reflectometria de domini de temps (TDR - reflectometria de domini temporal) va ser desenvolupat com a resultat del treball sobre el radar cap al final de la Segona Guerra Mundial, però en realitat només s'ha utilitzat en els anys 60 amb l'arribada dels oscil·loscopis. Avui la reflectometria s'utilitza en molts camps que van des del mesurament d'humitat en els sòls, la caracterització dels estrats de l'escorça terrestre, les mesures aèries,i la detecció de fallades en els cables i en la fibra òptica.

## Diagnòstic de cables

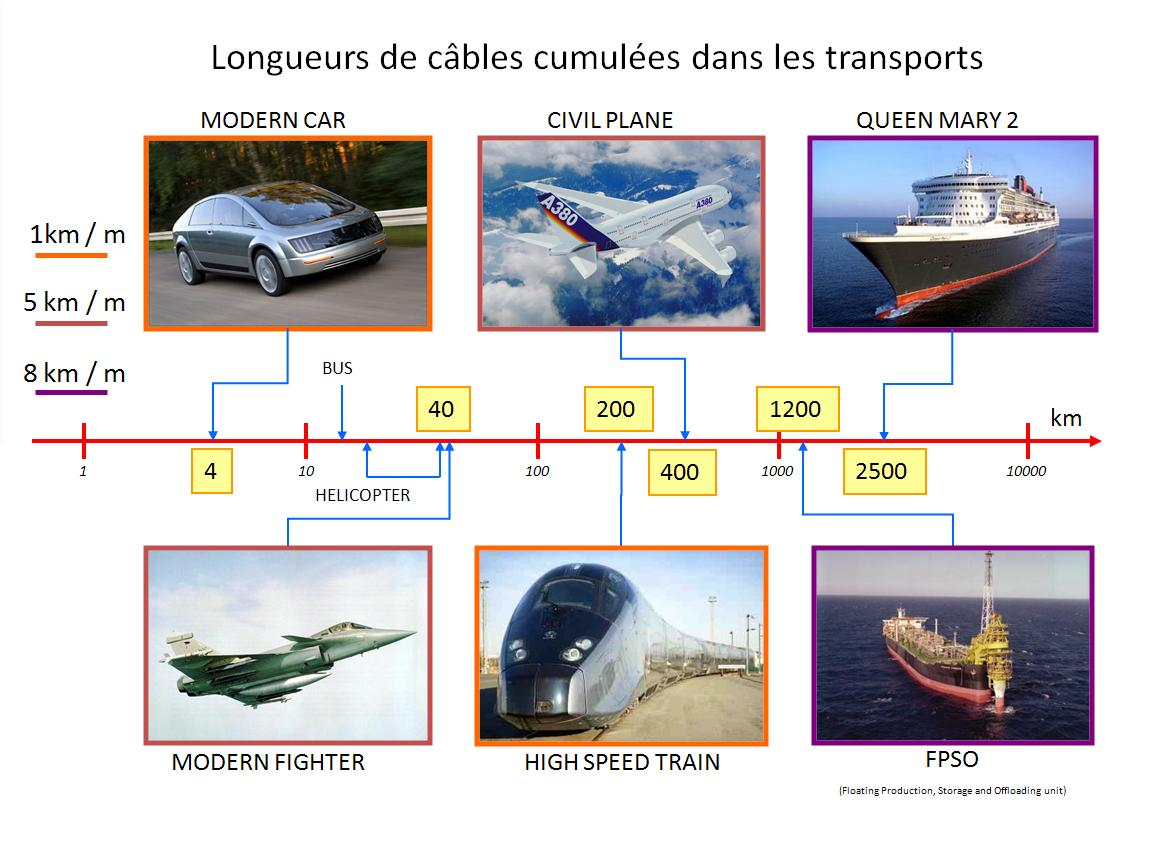
Longituds de cables acumulades en el transport

La reflectometria és un mètode molt utilitzat per a la determinació de l'estat elèctric de cables i línies. Aquest mètode proporciona informació per a la detecció, localització i caracterització de fallades elèctriques.
En trenta anys, la longitud dels cables incrustats en un automòbil ha augmentat més de deu vegades, des d'uns 200 metres a més de 4.000 metres. Al mateix temps, el nombre de connexions ha augmentat de 200 a 2000: entenem que la xarxa d'interconnexió està ara considerada pels fabricants com la baula feble dels vehicles moderns. A més a més, l'arribada de la tecnologia "by wire" - és a dir, la substitució dels principals components mecànics i hidràulics per sistemes electrònics programats (direcció, frens, suspensió, etc.- tot l'elèctric-) té una importància cabdal, ja que serà l'únic vincle entre el conductor, les seves accions, i el vehicle. La fiabilitat del cablejat es convertirà en un tema predominant.
Aquest problema també està present en l'aviació, on les longituds de cable excedeixen diversos centenars de quilòmetres en avions moderns (gairebé 40 km per al Dassault Rafale i 400 km per l'Airbus A380), una àrea on la fiabilitat és un assumpte vital.
La reflectometria també s'utilitza per a determinar l'estat de cables enterrats dins el formigó (ciment).